# 劉衷
刘衷（？—318年）。新兴（今山西省忻州）匈奴人，五胡十六国漢國皇族。昭武帝刘聪的儿子。《资治通鉴》作刘康。
史书没有记载他的封王时间，麟嘉三年（318年），螽斯则百堂发生火灾，烧死了会稽王刘衷等二十一人。

## 资料来源
- 《晋书》载记
- 《资治通鉴》晋纪